# Equipo de oro

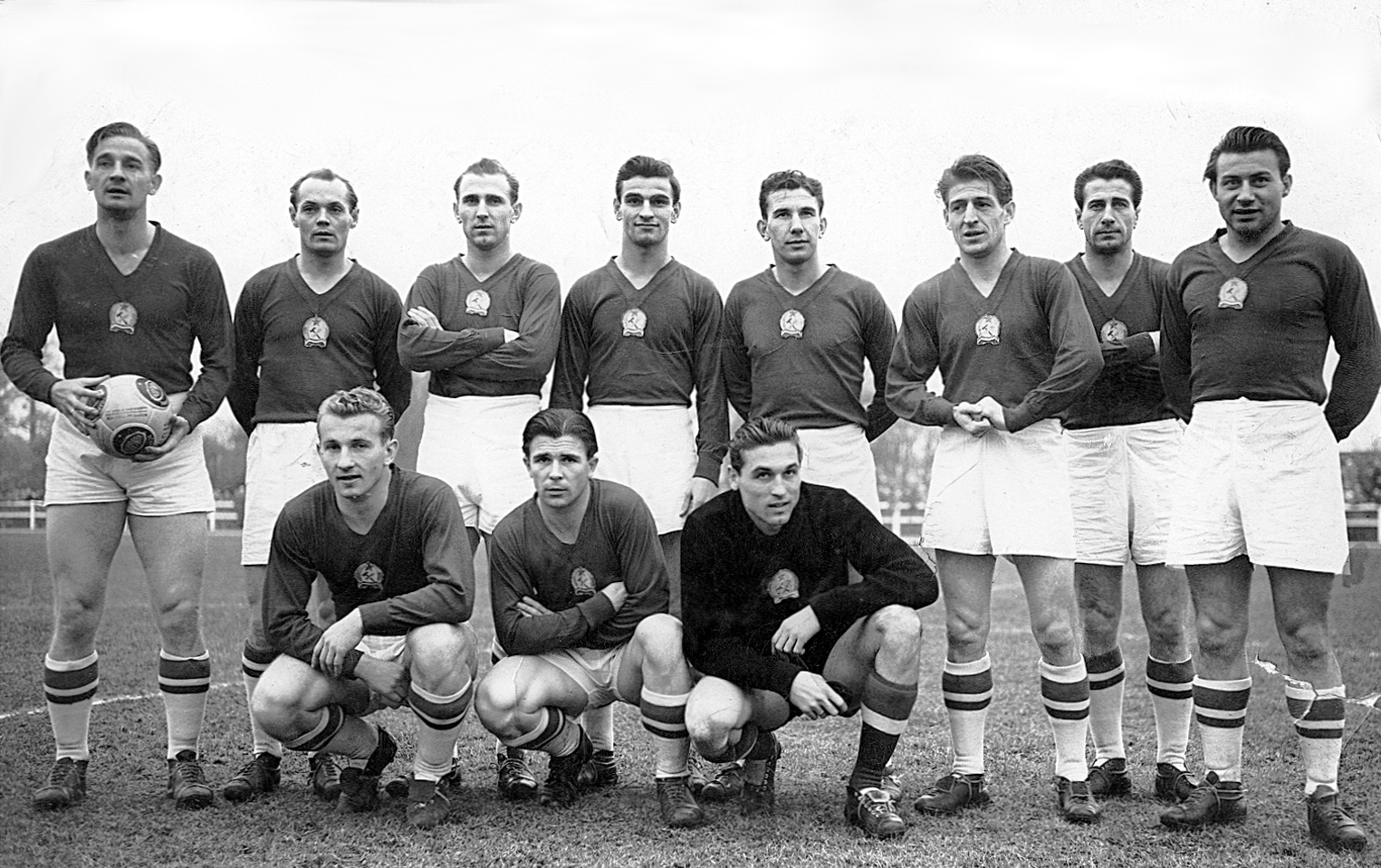
El Equipo de oro en 1953
en primera fila, y de izquierda a derecha: Mihály Lantos, Ferenc Puskás, Gyula Grosics
fila trasera, de izquierda a derecha: Gyula Lóránt, Jenő Buzánszky, Nándor Hidegkuti, Sándor Kocsis, József Zakariás, Zoltán Czibor, József Bozsik, László Budai

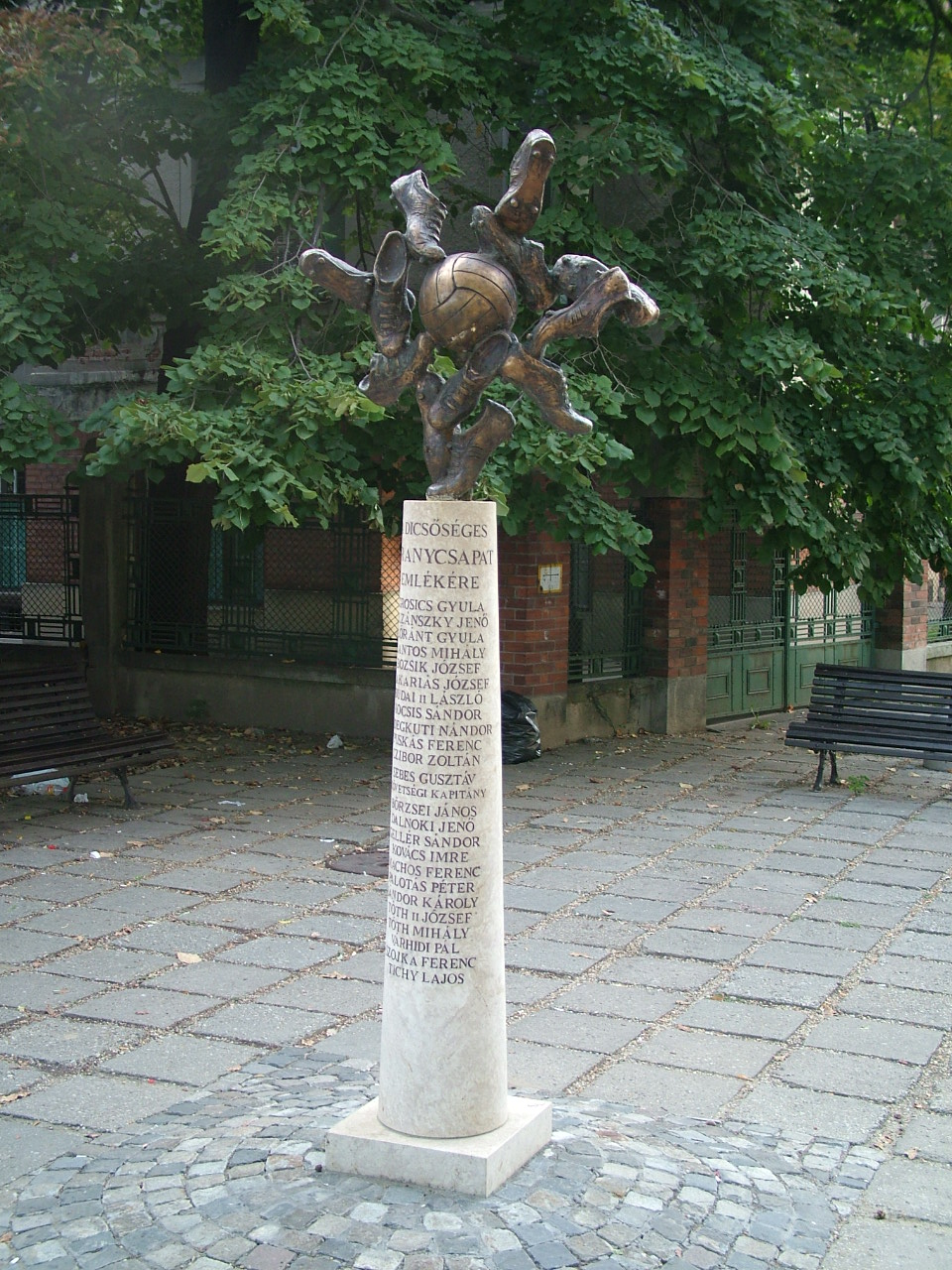
Monumento en honor al Aranycsapat en Szeged, Hungría.

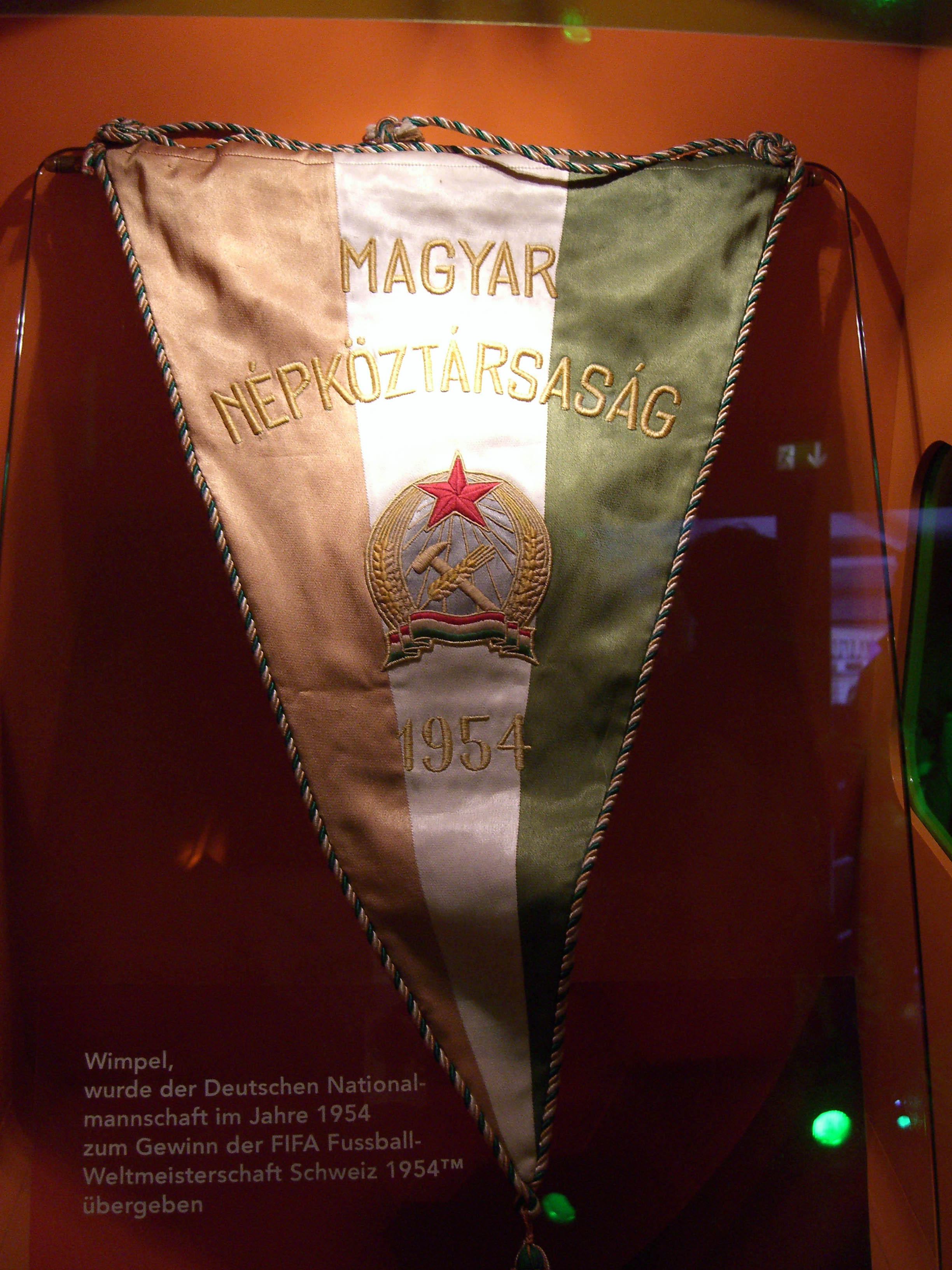
Banderín del equipo en la Copa Mundial de Fútbol de 1954.

El equipo de oro (en húngaro: Aranycsapat) es uno de los diversos nombres que recibe el equipo de la selección de fútbol de Hungría durante los años 1950. Otros nombres incluyen «los magiares poderosos» o los «magníficos magiares». El equipo, dirigido por Gusztáv Sebes, incluía figuras como Ferenc Puskás, Zoltán Czibor, Sándor Kocsis, Nándor Hidegkuti, Ferenc Szusza, József Bozsik y Gyula Grosics y se mantuvo invicto durante 30 partidos consecutivos. Sus 27 goles anotados en el Mundial de Fútbol de 1954 es un récord que ninguna selección ha logrado superar.

## Trayectoria
Entre 1950 y 1956, el equipo registró 42 victorias, 7 empates y solo una derrota, en la final de la Copa del Mundo de 1954 contra Alemania Occidental. Bajo el sistema de calificación Elo, lograron la calificación más alta registrada por un equipo nacional (2231 puntos, 30 de junio de 1954), justo por delante del segundo lugar de Alemania (2223 puntos, 13 de julio de 2014).
Este equipo es reconocido por haber realizado un estilo de juego que sería un temprano precedente del Fútbol total, utilizado más tarde por la selección neerlandesa en la década de 1970, y también es valorado por la introducción de innovaciones tácticas, que fueron validadas a través de su juego y sus éxitos.
El Equipo de oro se coronó campeón olímpico en Helsinki 1952 y campeones de la Copa Dr. Gerö. En 1953, derrotaron en el Estadio de Wembley a la selección de fútbol de Inglaterra por 3:6, siendo el primer equipo no británico en ganarle en dicho estadio. Meses después, derrotarían a los ingleses por un contundente 7:1 en Budapest en 1954, la peor derrota en la historia del combinado inglés. La racha de invictos terminaría únicamente cuando fueran derrotados en el llamado Milagro de Berna ante la Alemania Occidental en la final de la Copa Mundial de Fútbol de 1954 en Suiza, después de disputar dos partidos míticos en cuartos de final frente a Brasil, la Batalla de Berna, y la semifinal frente al seleccionado de Uruguay, campeón del mundo en 1950 y hasta entonces invictos en una fase final de un mundial.
Pese a dicha derrota, el equipo continuó con una nueva racha de 18 partidos invictos, en la cual se convirtieron en el primer equipo en derrotar a la selección de fútbol de la Unión Soviética en la misma Unión Soviética. Finalmente, serían derrotados por la selección de fútbol de Bélgica, en 1956.
La era de los «magiares mágicos» terminó con el inicio de la Revolución Húngara de 1956. El equipo había sido forjado en base al exitoso equipo Budapest Honvéd, el cual ganaría la liga húngara de fútbol en cuatro oportunidades en la década de los 50. En 1956, el Budapest Honvéd participó en la Copa de Campeones de Europa y en primera ronda empató ante el Athletic Club. El equipo viajó a Bilbao para el partido de vuelta, y mientras estaban en dicha ciudad estalló la revolución en Budapest que desembocó en la invasión soviética de Hungría. Muchos de los jugadores, como Zoltán Czibor, Sándor Kocsis y Ferenc Puskás decidieron no regresar a su país y quedarse en Europa Occidental, dejando para siempre a la selección de fútbol de Hungría.

## Jugadores
- Gyula Grosics
- Jenő Buzánszky
- Gyula Lóránt
- Mihály Lantos
- József Bozsik
- József Zakariás
- László Budai
- Sándor Kocsis
- Nándor Hidegkuti
- Ferenc Puskás
- Zoltán Czibor
- Ferenc Szusza

Entrenador: Gusztáv Sebes

## Resultados
| Copa Internacional de Europa Central 1948-53; 8 de mayo de 1949 | Hungría                                                 | 6:1 (3:0) | Austria      | Megyeri úti Stadion, Budapest                              |                                                            |
| 17:30 (CEST)                                                    | Deák 2', 49' · Kocsis 22' · Puskás 32', 82' (pen.), 89' | Reporte   | Melchior 79' | Asistencia: 50 000 espectadores Árbitro(s): Jaroslav Vicek | Asistencia: 50 000 espectadores Árbitro(s): Jaroslav Vicek |

| Copa Internacional de Europa Central 1948-53; 12 de junio de 1949 | Hungría  | 1:1 (1:1) | Italia          | Megyeri úti Stadion, Budapest                          |                                                        |
| 18:00 (CEST)                                                      | Deák 29' | Reporte   | Carapellese 11' | Asistencia: 45 000 espectadores Árbitro(s): Bill Evans | Asistencia: 45 000 espectadores Árbitro(s): Bill Evans |

| Partido amistoso; 19 de junio de 1949 | Suecia                 | 2:2 (0:1) | Hungría                | Estadio Råsunda, Estocolmo                                     |                                                                |
| 18:00 (CET)                           | Jeppson 80' · Gren 86' | Reporte   | Budai 26' · Kocsis 48' | Asistencia: 37 781 espectadores Árbitro(s): Karel van der Meer | Asistencia: 37 781 espectadores Árbitro(s): Karel van der Meer |

| Partido amistoso; 10 de julio de 1949 | Hungría                                                                 | 8:2 (4:0) | Polonia               | Estadio Nagyerdei, Debrecen                                 |                                                             |
| 17:30 (CEST)                          | Deák 14', 45', 51', 62' · Egresi 20' · Puskás 33', 86' · Keszthelyi 48' | Reporte   | Kohut 73' · Mamoń 79' | Asistencia: 28 000 espectadores Árbitro(s): Jozef Nemčovský | Asistencia: 28 000 espectadores Árbitro(s): Jozef Nemčovský |

| Partido amistoso; 16 de octubre de 1949 | Austria                            | 3:4 (2:3) | Hungría                               | Estadio Prater, Viena                                  |                                                        |
| 15:00 (CET)                             | Decker 2', 49' (pen.) · Dienst 33' | Reporte   | Puskás 9', 74' (pen.) · Deák 23', 27' | Asistencia: 65 000 espectadores Árbitro(s): Bill Evans | Asistencia: 65 000 espectadores Árbitro(s): Bill Evans |

| Partido amistoso; 30 de octubre de 1949 | Hungría                                            | 5:0 (1:0) | Bulgaria | Megyeri úti Stadion, Budapest                              |                                                            |
| 14:00 (CET)                             | Deák 17' · Budai 57' · Rudas 67' · Puskás 70', 84' | Reporte   |          | Asistencia: 36 000 espectadores Árbitro(s): Jaroslav Vlček | Asistencia: 36 000 espectadores Árbitro(s): Jaroslav Vlček |

| Partido amistoso; 20 de noviembre de 1949 | Hungría                                     | 5:0 (2:0) | Suecia | Megyeri úti Stadion, Budapest                             |                                                           |
| 13:30 (CET)                               | Kocsis 9', 49', 56' · Puskás 24' · Deák 70' | Reporte   |        | Asistencia: 46 000 espectadores Árbitro(s): George Reader | Asistencia: 46 000 espectadores Árbitro(s): George Reader |

| Partido amistoso; 30 de abril de 1950 | Hungría                                          | 5:0 (1:0) | Checoslovaquia | Megyeri úti Stadion, Budapest                                 |                                                               |
| 17:00 (CEST)                          | Puskás 38', 85' · Kocsis 58', 70' · Szilágyi 65' | Reporte   |                | Asistencia: 47 000 espectadores Árbitro(s): Ştefan Alexandriu | Asistencia: 47 000 espectadores Árbitro(s): Ştefan Alexandriu |

| Partido amistoso; 14 de mayo de 1950 | Austria                                                          | 5:3 (2:2) | Hungría                                       | Estadio Prater, Viena                                      |                                                            |
| 16:30 (CET)                          | Dienst 7' · Decker 19' (pen.), 68' · Aurednik 47' · Melchior 72' | Reporte   | Kocsis 16' · Puskás 25' (pen.) · Szilágyi 63' | Asistencia: 63 000 espectadores Árbitro(s): Gunnar Dahlner | Asistencia: 63 000 espectadores Árbitro(s): Gunnar Dahlner |

| Partido amistoso; 4 de junio de 1950 | Polonia                     | 2:5 (1:2) | Hungría                                         | Estadio del Ejército Polaco, Varsovia                         |                                                               |
| 18:00 (CET)                          | Mordarski 24' · Cieślik 80' | Reporte   | Puskás 10' (pen.), 63' · Szilágyi 38', 48', 62' | Asistencia: 47 000 espectadores Árbitro(s): Ştefan Alexandriu | Asistencia: 47 000 espectadores Árbitro(s): Ştefan Alexandriu |

| Partido amistoso; 24 de septiembre de 1950 | Hungría                                                                                   | 12:0 (5:0) | Albania | Megyeri úti Stadion, Budapest                               |                                                             |
| 15:30 (CEST)                               | Puskás 18', 36', 75', 82' · Budai 33', 52', 60', 65' · Palotás 39', 50' · Kocsis 42', 53' | Reporte    |         | Asistencia: 38 000 espectadores Árbitro(s): Jozef Nemčovský | Asistencia: 38 000 espectadores Árbitro(s): Jozef Nemčovský |

| Partido amistoso; 29 de octubre de 1950 | Hungría                             | 4:3 (2:1) | Austria                        | Megyeri úti Stadion, Budapest                             |                                                           |
| 14:00 (CET)                             | Puskás 10', 13', 90' · Szilágyi 67' | Reporte   | Wagner 24', 52' · Melchior 85' | Asistencia: 45 000 espectadores Árbitro(s): Arthur Blythe | Asistencia: 45 000 espectadores Árbitro(s): Arthur Blythe |

| Partido amistoso; 12 de noviembre de 1950 | Bulgaria    | 1:1 (1:1) | Hungría     | Estadio del Ejército del Pueblo, Sofía                     |                                                            |
| 14:00 (EET)                               | Dimitrov 2' | Reporte   | Szilágyi 4' | Asistencia: 30 000 espectadores Árbitro(s): Jaroslav Vlček | Asistencia: 30 000 espectadores Árbitro(s): Jaroslav Vlček |

| Partido amistoso; 27 de mayo de 1951 | Hungría                                                            | 6:0 (2:0) | Polonia | Megyeri úti Stadion, Budapest                              |                                                            |
| 17:00 (CET)                          | Kocsis 27', 70' · Sándor 37' · Puskás 72', 75' (pen.) · Czibor 82' | Reporte   |         | Asistencia: 42 000 espectadores Árbitro(s): Jaroslav Vlček | Asistencia: 42 000 espectadores Árbitro(s): Jaroslav Vlček |

| Partido amistoso; 14 de octubre de 1951 | Checoslovaquia | 1:2 (1:1) | Hungría         | Městský stadion, Ostrava                                        |                                                                 |
| 15:00 (CET)                             | Vejvoda 24'    | Reporte   | Kocsis 21', 87' | Asistencia: 40 000 espectadores Árbitro(s): Franciszek Fronczyk | Asistencia: 40 000 espectadores Árbitro(s): Franciszek Fronczyk |

| Partido amistoso; 18 de noviembre de 1951 | Hungría                                                                        | 8:0 (4:0) | Finlandia | Megyeri úti Stadion, Budapest                              |                                                            |
| 13:30 (CET)                               | Hidegkuti 9', 28', 85' · Kocsis 23', 31' · Czibor 54' · Puskás 69' (pen.), 71' | Reporte   |           | Asistencia: 40 000 espectadores Árbitro(s): Jaroslav Vlček | Asistencia: 40 000 espectadores Árbitro(s): Jaroslav Vlček |

| Partido amistoso; 18 de mayo de 1952 | Hungría                                                   | 5:0 (2:0) | Alemania Oriental | Üllői úti stadion, Budapest                                |                                                            |
| 17:00 (CET)                          | Hidegkuti 14', 73' · Szusza 19' · Kocsis 59' · Sándor 84' | Reporte   |                   | Asistencia: 38 000 espectadores Árbitro(s): Józef Szlejfer | Asistencia: 38 000 espectadores Árbitro(s): Józef Szlejfer |

| Partido amistoso; 15 de junio de 1952 | Polonia    | 1:5 (0:5) | Hungría                                          | Estadio del Ejército Polaco, Varsovia                      |                                                            |
| 17:45 (CET)                           | Alszer 56' | Reporte   | Kocsis 7', 42' · Puskás 25', 32' · Hidegkuti 27' | Asistencia: 40 000 espectadores Árbitro(s): Józef Szlejfer | Asistencia: 40 000 espectadores Árbitro(s): Józef Szlejfer |

| Partido amistoso; 22 de junio de 1952 | Finlandia      | 1:6 (0:2) | Hungría                                                      | Estadio Olímpico, Helsinki                                      |                                                                 |
| 15:00 (EET)                           | Lehtovirta 57' | Reporte   | Puskás 11' · Bozsik 31' · Kocsis 49', 80', 84' · Palotás 75' | Asistencia: 17 634 espectadores Árbitro(s): John Erik Andersson | Asistencia: 17 634 espectadores Árbitro(s): John Erik Andersson |

| Juegos Olímpicos de 1952, Ronda Preliminar; 15 de julio de 1952 | Hungría                 | 2:1 (1:0) | Rumania  | Kupittaan Jalkapallostadion, Turku                           |                                                              |
| 19:00 (EET)                                                     | Czibor 22' · Kocsis 73' | Reporte   | Suru 85' | Asistencia: 10 588 espectadores Árbitro(s): Nikolay Latyshev | Asistencia: 10 588 espectadores Árbitro(s): Nikolay Latyshev |

| Juegos Olímpicos de 1952, Primera Ronda; 21 de julio de 1952 | Hungría                       | 3:0 (2:0) | Italia | Töölön Pallokenttä, Helsinki                                   |                                                                |
| 19:00 (EET)                                                  | Palotás 11', 19' · Kocsis 83' | Reporte   |        | Asistencia: 13 870 espectadores Árbitro(s): Karel van der Meer | Asistencia: 13 870 espectadores Árbitro(s): Karel van der Meer |

| Juegos Olímpicos de 1952, cuartos de final; 24 de julio de 1952 | Hungría                                                                   | 7:1 (2:0) | Turquía   | Kotkan Urheilukeskus, Kotka                           |                                                       |
| 19:00 (EET)                                                     | Palotás 18' · Kocsis 32', 72' · Lantos 48' · Puskás 64', 90' · Bozsik 70' | Reporte   | Güder 57' | Asistencia: 4 743 espectadores Árbitro(s): Wolf Karni | Asistencia: 4 743 espectadores Árbitro(s): Wolf Karni |

| Juegos Olímpicos de 1952, Semifinal; 28 de julio de 1952 | Hungría                                                                      | 6:0 (3:0) | Suecia | Estadio Olímpico, Helsinki                               |                                                          |
| 19:00 (EET)                                              | Puskás 1' · Palotás 16' · Lindh 36' (a.g.) · Kocsis 58', 63' · Hidegkuti 59' | Reporte   |        | Asistencia: 30 471 espectadores Árbitro(s): William Ling | Asistencia: 30 471 espectadores Árbitro(s): William Ling |

| Juegos Olímpicos de 1952, Partido por la medalla de oro; 2 de agosto de 1952 | Hungría                 | 2:0 (0:0) | Yugoslavia | Estadio Olímpico, Helsinki                               |                                                          |
| 19:00 (EET)                                                                  | Puskás 70' · Czibor 88' | Reporte   |            | Asistencia: 58 553 espectadores Árbitro(s): Arthur Ellis | Asistencia: 58 553 espectadores Árbitro(s): Arthur Ellis |
| Hungría ganó la medalla de oro en los Juegos Olímpicos Helsinki 1952         |                         |           |            |                                                          |                                                          |

| Copa Internacional de Europa Central 1948-53; 20 de septiembre de 1952 | Suiza                | 2:4 (2:2) | Hungría                                      | Wankdorfstadion, Berna                                   |                                                          |
| 17:00 (CET)                                                            | Hügi 5' · Fatton 11' | Reporte   | Puskás 36', 45' · Kocsis 56' · Hidegkuti 74' | Asistencia: 30 000 espectadores Árbitro(s): Arthur Ellis | Asistencia: 30 000 espectadores Árbitro(s): Arthur Ellis |

| Partido amistoso; 19 de octubre de 1952 | Hungría                                          | 5:0 (4:0) | Checoslovaquia | Megyeri úti Stadion, Budapest                              |                                                            |
| 14:30 (CET)                             | Hidegkuti 5' · Egresi 14' · Kocsis 27', 37', 78' | Reporte   |                | Asistencia: 48 000 espectadores Árbitro(s): Józef Szlejfer | Asistencia: 48 000 espectadores Árbitro(s): Józef Szlejfer |

| Partido amistoso; 26 de abril de 1953 | Hungría    | 1:1 (1:1) | Austria      | Megyeri úti Stadion, Budapest                          |                                                        |
| 17:00 (CET)                           | Czibor 43' | Reporte   | Hinesser 16' | Asistencia: 44 000 espectadores Árbitro(s): Bill Evans | Asistencia: 44 000 espectadores Árbitro(s): Bill Evans |

| Copa Internacional de Europa Central 1948-53; 17 de mayo de 1953 | Italia | 0:3 (0:1) | Hungría                         | Stadio Olimpico, Roma                                  |                                                        |
| 16:15 (CET)                                                      |        | Reporte   | Hidegkuti 41' · Puskás 63', 68' | Asistencia: 80 000 espectadores Árbitro(s): Bill Evans | Asistencia: 80 000 espectadores Árbitro(s): Bill Evans |

| Partido amistoso; 5 de julio de 1953 | Suecia                     | 2:4 (1:1) | Hungría                                             | Estadio Råsunda, Estocolmo                                     |                                                                |
| 19:00 (CET)                          | Sandberg 29' · Sandell 62' | Reporte   | Puskás 20' · Budai 53' · Kocsis 76' · Hidegkuti 78' | Asistencia: 35 867 espectadores Árbitro(s): Karel van der Meer | Asistencia: 35 867 espectadores Árbitro(s): Karel van der Meer |

| Partido amistoso; 4 de octubre de 1953 | Bulgaria  | 1:1 (0:1) | Hungría      | Estadio Nacional Vasil Levski, Sofía                          |                                                               |
| 16:15 (EET)                            | Kolev 74' | Reporte   | Szilágyi 39' | Asistencia: 50 000 espectadores Árbitro(s): Metoděj Charouzek | Asistencia: 50 000 espectadores Árbitro(s): Metoděj Charouzek |

| Partido amistoso; 4 de octubre de 1953 | Checoslovaquia | 1:5 (1:4) | Hungría                                                     | Estadio Strahov, Praga                                      |                                                             |
| 14:00 (CET)                            | Kačáni 39'     | Reporte   | Csordás 18', 42' · Hidegkuti 20' · M. Tóth 24' · Puskás 71' | Asistencia: 47 000 espectadores Árbitro(s): Adolf Reinhardt | Asistencia: 47 000 espectadores Árbitro(s): Adolf Reinhardt |

| Partido amistoso; 11 de octubre de 1953 | Austria                 | 2:3 (0:0) | Hungría                          | Estadio Prater, Viena                                       |                                                             |
| 15:30 (CET)                             | Happel 55' · Wagner 85' | Reporte   | Csordás 57' · Hidegkuti 65', 74' | Asistencia: 65 000 espectadores Árbitro(s): René Baumberger | Asistencia: 65 000 espectadores Árbitro(s): René Baumberger |

| Partido amistoso; 15 de noviembre de 1953 | Hungría                  | 2:2 (0:0) | Suecia                    | Estadio del Pueblo, Budapest                              |                                                           |
| 13:30 (CET)                               | Palotás 74' · Czibor 78' | Reporte   | Källgren 60' · Hamrin 86' | Asistencia: 80 000 espectadores Árbitro(s): Erich Steiner | Asistencia: 80 000 espectadores Árbitro(s): Erich Steiner |

| Partido amistoso; 25 de noviembre de 1953                                                  | Inglaterra                                     | 3:6 (2:4) | Hungría                                               | Estadio de Wembley, Londres                           |                                                       |
| 14:15 (GMT)                                                                                | Sewell 14' · Mortensen 38' · Ramsey 57' (pen.) | Reporte   | Hidegkuti 1', 22', 53' · Puskás 25', 29' · Bozsik 50' | Asistencia: 100 000 espectadores Árbitro(s): Leo Horn | Asistencia: 100 000 espectadores Árbitro(s): Leo Horn |
| El partido le significó a Inglaterra la primera derrota de su historia jugando en Wembley. |                                                |           |                                                       |                                                       |                                                       |

| Partido amistoso; 12 de febrero de 1954 | Egipto | 0:3 (0:1) | Hungría                         | Estadio Príncipe Farouk, El Cairo                                  |                                                                    |
| 15:00 (EET)                             |        | Reporte   | Puskás 14', 59' · Hidegkuti 62' | Asistencia: 28 000 espectadores Árbitro(s): Vasilis Diamantopoulos | Asistencia: 28 000 espectadores Árbitro(s): Vasilis Diamantopoulos |

| Partido amistoso; 11 de abril de 1954 | Austria | 0:1 (0:1) | Hungría           | Estadio Prater, Viena                                        |                                                              |
| 15:00 (CET)                           |         | Reporte   | Happel 43' (a.g.) | Asistencia: 62 000 espectadores Árbitro(s): Giorgio Bernardi | Asistencia: 62 000 espectadores Árbitro(s): Giorgio Bernardi |

| Partido amistoso; 23 de mayo de 1954 | Hungría                                                                     | 7:1 (3:0) | Inglaterra  | Estadio del Pueblo, Budapest                                 |                                                              |
| 17:30 (CET)                          | Lantos 8' · Puskás 21', 73' · Kocsis 31', 56' · J. Tóth 60' · Hidegkuti 62' | Reporte   | Broadis 68' | Asistencia: 92 000 espectadores Árbitro(s): Giorgio Bernardi | Asistencia: 92 000 espectadores Árbitro(s): Giorgio Bernardi |

| Copa Mundial de 1954, Grupo 2; 17 de junio de 1954 | Hungría                                                                             | 9:0 (4:0) | Corea del Sur | Hardturm-Stadion, Zúrich                                     |                                                              |
| 18:00 (CET)                                        | Puskás 12', 89' · Lantos 18' · Kocsis 24', 36', 50' · Czibor 59' · Palotás 75', 83' | Reporte   |               | Asistencia: 18 000 espectadores Árbitro(s): Raymond Vincenti | Asistencia: 18 000 espectadores Árbitro(s): Raymond Vincenti |

| Copa Mundial de 1954, Grupo 2; 20 de junio de 1954 | Hungría                                                                  | 8:3 (3:1) | Alemania Occidental                 | St. Jakob Park, Basilea                                  |                                                          |
| 16:50 (CET)                                        | Kocsis 3', 21', 69', 78' · Puskás 17' · Hidegkuti 52', 54' · J. Tóth 75' | Reporte   | Pfaff 25' · Rahn 77' · Herrmann 84' | Asistencia: 65 000 espectadores Árbitro(s): William Ling | Asistencia: 65 000 espectadores Árbitro(s): William Ling |

| Copa Mundial de 1954, cuartos de final; 27 de junio de 1954 | Hungría                                                        | 4:2 (2:1) | Brasil                                                            | Wankdorfstadion, Berna                                   |                                                          |
| 17:00 (CET)                                                 | Hidegkuti 4' · Kocsis 7', 88' · Lantos 60' (pen.) · Bozsik 71' | Reporte   | D. Santos 18' (pen.) · Julinho 65' · N. Santos 71' · Humberto 79' | Asistencia: 60 000 espectadores Árbitro(s): Arthur Ellis | Asistencia: 60 000 espectadores Árbitro(s): Arthur Ellis |

| Copa Mundial de 1954, Semifinal; 30 de junio de 1954 | Hungría                                        | 4:2 (1:0, 2:2) (t. s.) | Uruguay          | Stade Olympique de la Pontaise, Lausana |                                |
| 18:00 (CET)                                          | Czibor 12' · Hidegkuti 47' · Kocsis 109', 116' | Reporte                | Hohberg 75', 86' | Árbitro(s): Benjamin Griffiths          | Árbitro(s): Benjamin Griffiths |

| Copa Mundial de 1954, Final; 4 de julio de 1954 | Alemania Occidental         | 3:2 (2:2) | Hungría               | Wankdorfstadion, Berna                                   |                                                          |
| 17:00 (CET)                                     | Morlock 10' · Rahn 18', 84' | Reporte   | Puskás 6' · Czibor 8' | Asistencia: 60 000 espectadores Árbitro(s): William Ling | Asistencia: 60 000 espectadores Árbitro(s): William Ling |

| Partido amistoso; 19 de septiembre de 1954 | Hungría                                          | 5:1 (3:1) | Rumania  | Estadio del Pueblo, Budapest                                  |                                                               |
| 16:30 (CET)                                | Kocsis 21', 34' · Hidegkuti 43', 53' · Budai 67' | Reporte   | Ozon 23' | Asistencia: 93 000 espectadores Árbitro(s): Metoděj Charouzek | Asistencia: 93 000 espectadores Árbitro(s): Metoděj Charouzek |

| Partido amistoso; 26 de septiembre de 1954 | Unión Soviética | 1:1 (1:0) | Hungría    | Estadio Dinamo, Moscú                                    |                                                          |
| 16:00 (MSK)                                | Sálnikov 14'    | Reporte   | Kocsis 59' | Asistencia: 54 000 espectadores Árbitro(s): Arthur Ellis | Asistencia: 54 000 espectadores Árbitro(s): Arthur Ellis |

| Partido amistoso; 10 de octubre de 1954 | Hungría                      | 3:0 (2:0) | Suiza | Estadio del Pueblo, Budapest                         |                                                      |
| 15:00 (CET)                             | Kocsis 19', 32' · Bozsik 83' | Reporte   |       | Asistencia: 94 000 espectadores Árbitro(s): Leo Horn | Asistencia: 94 000 espectadores Árbitro(s): Leo Horn |

| Partido amistoso; 24 de octubre de 1954 | Hungría                           | 4:1 (1:0) | Checoslovaquia | Estadio del Pueblo, Budapest                                        |                                                                     |
| 14:30 (CET)                             | Kocsis 11', 60', 74' · Sándor 53' | Reporte   | Pazdera 90'    | Asistencia: 93 000 espectadores Árbitro(s): Grzegorz Aleksandrowicz | Asistencia: 93 000 espectadores Árbitro(s): Grzegorz Aleksandrowicz |

| Partido amistoso; 14 de noviembre de 1954 | Hungría                                           | 4:1 (1:1) | Austria     | Estadio del Pueblo, Budapest                                   |                                                                |
| 14:00 (CET)                               | Czibor 8' · Palotás 51' · Kocsis 67' · Sándor 80' | Reporte   | Hanappi 23' | Asistencia: 94 000 espectadores Árbitro(s): Vincenzo Orlandini | Asistencia: 94 000 espectadores Árbitro(s): Vincenzo Orlandini |

| Partido amistoso; 8 de diciembre de 1954 | Escocia                  | 2:4 (1:3) | Hungría                                              | Hampden Park, Glasgow                                 |                                                       |
| 14:15 (GMT)                              | Ring 36' · Johnstone 46' | Reporte   | Bozsik 20' · Hidegkuti 26' · Sándor 44' · Kocsis 89' | Asistencia: 113 146 espectadores Árbitro(s): Leo Horn | Asistencia: 113 146 espectadores Árbitro(s): Leo Horn |

| Copa de Europa Central 1955-60; 24 de abril de 1955 | Austria         | 2:2 (2:2) | Hungría                     | Estadio Prater, Viena                                              |                                                                    |
| 17:00 (CET)                                         | Probst 11', 30' | Reporte   | Fenyvesi 7' · Hidegkuti 29' | Asistencia: 60 000 espectadores Árbitro(s): Vasilis Diamantopoulos | Asistencia: 60 000 espectadores Árbitro(s): Vasilis Diamantopoulos |

| Partido amistoso; 8 de mayo de 1955 | Noruega | 0:5 (0:2) | Hungría                                               | Ullevaal Stadion, Oslo                                |                                                       |
| 13:15 (CET)                         |         | Reporte   | Kocsis 6' · Palotás 33', 55' · Puskás 49' · Tichy 74' | Asistencia: 27 548 espectadores Árbitro(s): Leo Helge | Asistencia: 27 548 espectadores Árbitro(s): Leo Helge |

| Partido amistoso; 11 de mayo de 1955 | Suecia                                         | 3:7 (2:4) | Hungría                                                                    | Estadio Råsunda, Estocolmo                                 |                                                            |
| 18:30 (CET)                          | Löfgren 39' · Svensson 44' (pen.) · Isgren 66' | Reporte   | Kocsis 16', 29', 81' · Puskás 20' (pen.), 77' · Szojka 25' · Hidegkuti 47' | Asistencia: 38 690 espectadores Árbitro(s): Aksel Asmussen | Asistencia: 38 690 espectadores Árbitro(s): Aksel Asmussen |

| Partido amistoso; 15 de mayo de 1955 | Dinamarca | 0:6 (0:3) | Hungría                                              | Idrætspark, Copenhague                                  |                                                         |
| 13:30 (CET)                          |           | Reporte   | Kocsis 21', 52' · Palotás 25' · Sándor 30', 70', 86' | Asistencia: 41 000 espectadores Árbitro(s): Arthur Luty | Asistencia: 41 000 espectadores Árbitro(s): Arthur Luty |

| Partido amistoso; 19 de mayo de 1955 | Finlandia    | 1:9 (0:4) | Hungría                                                                             | Estadio Olímpico, Helsinki                                      |                                                                 |
| 14:00 (EET)                          | Hiltunen 60' | Reporte   | Palotás 7', 12', 43' · Puskás 39' · J. Tóth 49' · Csordás 51', 86' · Tichy 64', 67' | Asistencia: 28 624 espectadores Árbitro(s): John Erik Andersson | Asistencia: 28 624 espectadores Árbitro(s): John Erik Andersson |

| Partido amistoso; 29 de mayo de 1955 | Hungría                                   | 3:1 (0:1) | Escocia   | Estadio del Pueblo, Budapest                                   |                                                                |
| 18:00 (CEST)                         | Hidegkuti 51' · Kocsis 59' · Fenyvesi 68' | Reporte   | Smith 42' | Asistencia: 102 000 espectadores Árbitro(s): Friedrich Seipelt | Asistencia: 102 000 espectadores Árbitro(s): Friedrich Seipelt |

| Copa de Europa Central 1955-60; 17 de septiembre de 1955 | Suiza                                  | 4:5 (2:3) | Hungría                                               | Stade Olympique de la Pontaise, Lausana                       |                                                               |
| 17:00 (CET)                                              | Vonlanthen 16', 43' · Antenen 64', 73' | Reporte   | Machos 20', 22' · Kocsis 26' · Puskás 57', 85' (pen.) | Asistencia: 40 000 espectadores Árbitro(s): Jacques Devillers | Asistencia: 40 000 espectadores Árbitro(s): Jacques Devillers |

| Partido amistoso; 25 de septiembre de 1955 | Hungría           | 1:1 (0:0) | Unión Soviética | Estadio del Pueblo, Budapest                              |                                                           |
| 16:30 (CET)                                | Puskás 87' (pen.) | Reporte   | Kuznetsov 50'   | Asistencia: 103 000 espectadores Árbitro(s): Arthur Ellis | Asistencia: 103 000 espectadores Árbitro(s): Arthur Ellis |

| Copa de Europa Central 1955-60; 2 de octubre de 1955 | Checoslovaquia | 1:3 (0:2) | Hungría                            | Estadio Strahov, Praga                                      |                                                             |
| 15:30 (CET)                                          | Přáda 74'      | Reporte   | Kocsis 6' · Czibor 29' · Tichy 84' | Asistencia: 50 000 espectadores Árbitro(s): Laurent Franken | Asistencia: 50 000 espectadores Árbitro(s): Laurent Franken |

| Copa de Europa Central 1955-60; 16 de octubre de 1955 | Hungría                                                            | 6:1 (1:0) | Austria   | Estadio del Pueblo, Budapest                                    |                                                                 |
| 14:30 (CET)                                           | Tichy 4' · Kocsis 60' · Czibor 65', 81' · J. Tóth 67' · Puskás 84' | Reporte   | Grohs 53' | Asistencia: 104 000 espectadores Árbitro(s): Karel van der Meer | Asistencia: 104 000 espectadores Árbitro(s): Karel van der Meer |

| Partido amistoso; 13 de noviembre de 1955 | Hungría                                  | 4:2 (2:1) | Suecia                            | Estadio del Pueblo, Budapest                             |                                                          |
| 13:30 (CET)                               | Tichy 13' · Czibor 14', 60' · Puskás 50' | Reporte   | Svensson 37' (pen.) · Löfgren 65' | Asistencia: 90 000 espectadores Árbitro(s): Martin Macko | Asistencia: 90 000 espectadores Árbitro(s): Martin Macko |

| Copa de Europa Central 1955-60; 27 de noviembre de 1955 | Hungría                  | 2:0 (0:0) | Italia | Estadio del Pueblo, Budapest                                 |                                                              |
| 13:30 (CET)                                             | Puskás 81' · J. Tóth 84' | Reporte   |        | Asistencia: 70 000 espectadores Árbitro(s): Nikolay Latyshev | Asistencia: 70 000 espectadores Árbitro(s): Nikolay Latyshev |

| Partido amistoso; 3 de junio de 1956 | Bélgica                                                                | 5:4 (1:3) | Hungría                                  | Estadio de Heysel, Bruselas                          |                                                      |
| 16:00 (CET)                          | Van Kerkhoven 11' (pen.) · Vandeweyer 59' · Orlans 63', 83' · Houf 76' | Reporte   | Puskás 13' · Kocsis 28', 31' · Budai 88' | Asistencia: 59 299 espectadores Árbitro(s): Leo Horn | Asistencia: 59 299 espectadores Árbitro(s): Leo Horn |

| Partido amistoso; 23 de septiembre de 1956 | Unión Soviética | 0:1 (0:1) | Hungría    | Estadio Central Lenin, Moscú                                   |                                                                |
| 15:00 (MSK)                                |                 | Reporte   | Czibor 16' | Asistencia: 102 000 espectadores Árbitro(s): Jacques Devillers | Asistencia: 102 000 espectadores Árbitro(s): Jacques Devillers |